# Stéphane Labeyrie
Stéphane Labeyrie, né le 14 novembre 1975 à Toulouse, est un tubiste français.
Il est actuellement tuba solo de l'Orchestre de Paris et professeur au Conservatoire national supérieur de musique et de danse de Lyon.

## Biographie
Il étudie le tuba avec Marc Ursule au CNR de Toulouse où il obtient trois ans plus tard un premier prix à l'unanimité du jury, en 1991. En octobre de la même année, il entre au Conservatoire national supérieur de musique de Lyon dans la classe de Melvin Culbertson.
En 1992, il obtient le Prix spécial de musicalité au concours international de Markneukirchen (Allemagne). En 1995, il obtient le diplôme d'études supérieures de musique mention très bien à l'unanimité du jury au Conservatoire national supérieur de musique de Lyon.
En juin 1995, il est invité à participer au concert de clôture du Congrès international de tuba de Chicago (États-Unis). En décembre de la même année, il obtient le premier Prix à l'unanimité du jury du Concours international de Sydney (Australie) et en mai 1996, celui de Markneukirchen.
Un an plus tard, il remporte le premier Prix au concours international de Riva del Garda (Italie). Stéphane Labeyrie participe à de nombreux festivals et se produit souvent en soliste avec diverses formations (récitals, orchestres et harmonies...) au-delà des frontières de la France (États-Unis, Japon, Autriche...).
Après avoir passé deux ans à l'Orchestre national du Capitole de Toulouse, il est actuellement tuba solo de l'Orchestre de Paris.
Il est également le tubiste de l'ensemble Octobone (8 trombones dont Michel Becquet (direction), un tuba et deux percussionnistes).
Il succède en 2011 à Melvin Culbertson comme professeur de tuba au Conservatoire national supérieur de musique et de danse de Lyon (Cf. La Gazette des Cuivres no 19 de juillet 2011).

## Discographie
- Rencontre, Éditions Passions dedicace01 -  (EAN 3700100840014) ; avec Thierry Thibault (tuba), Gaëlle Thouvenin (harpe), Jean-Philippe Chavey (cor), Philippe Monferran (piano) et Sylvaine Vallespir (piano) :
  - Sonate pour tuba et piano, op. 34, de Trygve Madsen (en) ;
  - extrait des Pêcheurs de perles : air de Nadir, de Georges Bizet ;
  - Lied op. 135, D. 921 : Ständchen, de Franz Schubert ;
  - Deuxième sonate op. XIV : Allemande, Gayment, Lentement, Gavotte, de Joseph Bodin de Boismortier ;
  - Suite pour cor, tuba et piano : Sonoro, Dance of the ocean breeze, de Roger Kellaway ;
  - Capriccio de Krzysztof Penderecki ;
  - Tubastone d'Andy Emler.
- Récital, Octavia Records CRYSTON OVCC-00047, 2007 ; avec Philippe Monferran (piano) :
  - Variations In Old Style (d'après Jean-Sébastien Bach) de Thomas Stevens (en) ;
  - Sonate en mi bémol majeur, BWV 1031 : Allegro moderato, Siciliano, Allegro, de Johann Sebastian Bach ;
  - 3 Chansons de Don Quichotte à Dulcinée : Chanson romanesque, chanson épique, chanson à boire, de Maurice Ravel ;
  - Sonate pour tuba basse : Allegro pesante, Allegro assai, Variationen. Moderato commodo, de Paul Hindemith ;
  - 8 Derniers lieder, op.10 : Allerseelen, Zueignung, de Richard Strauss ;
  - Blue Bells of Scotland : Air and Variations, d'Arthur Pryor (en) ;
  - Indifférence de Joseph Colombo et Antonio Murena.